# Kvithammer
Kvithammer (eller Kvithammar) är en tidigare tätort i Stjørdals kommun i Trøndelag fylke i mellersta Norge. Orten ligger vid fylkesväg 6810, vid sidan av Europaväg 6, nordväst om staden Stjørdal.
Sedan 2020 räknas orten inte längre som en tätort.